# Corominons de la Creu
Corominons de la Creu és una masia de Tona (Osona) inclosa a l'Inventari del Patrimoni Arquitectònic de Catalunya.

## Descripció
Masia de planta basilical amb una portalada adovellada en la façana principal amb un escudet al damunt datat al 1556(?). La seva estructura és molt harmònica amb coberta a dues vessants i amb una coberta basilical al mig de tres voltes. Hi ha també una lliça amb un empedrat amb forma d'espiga, i la teulada és germinada. A la façana lateral hi ha una llinda amb una inscripció i data del 1617.

## Història
Sembla que antigament havia estat casa de repòs o de religions si bé no ho podem documentar. La seva construcció es realitzaria en els segles XVI-XVII i no la trobem documentada fins a mitjans del segle xix si bé a la casa es conserva un arxiu amb documents datats de tres-cents anys enrere.